# Chiesa di Sant'Ermete (Forte dei Marmi)

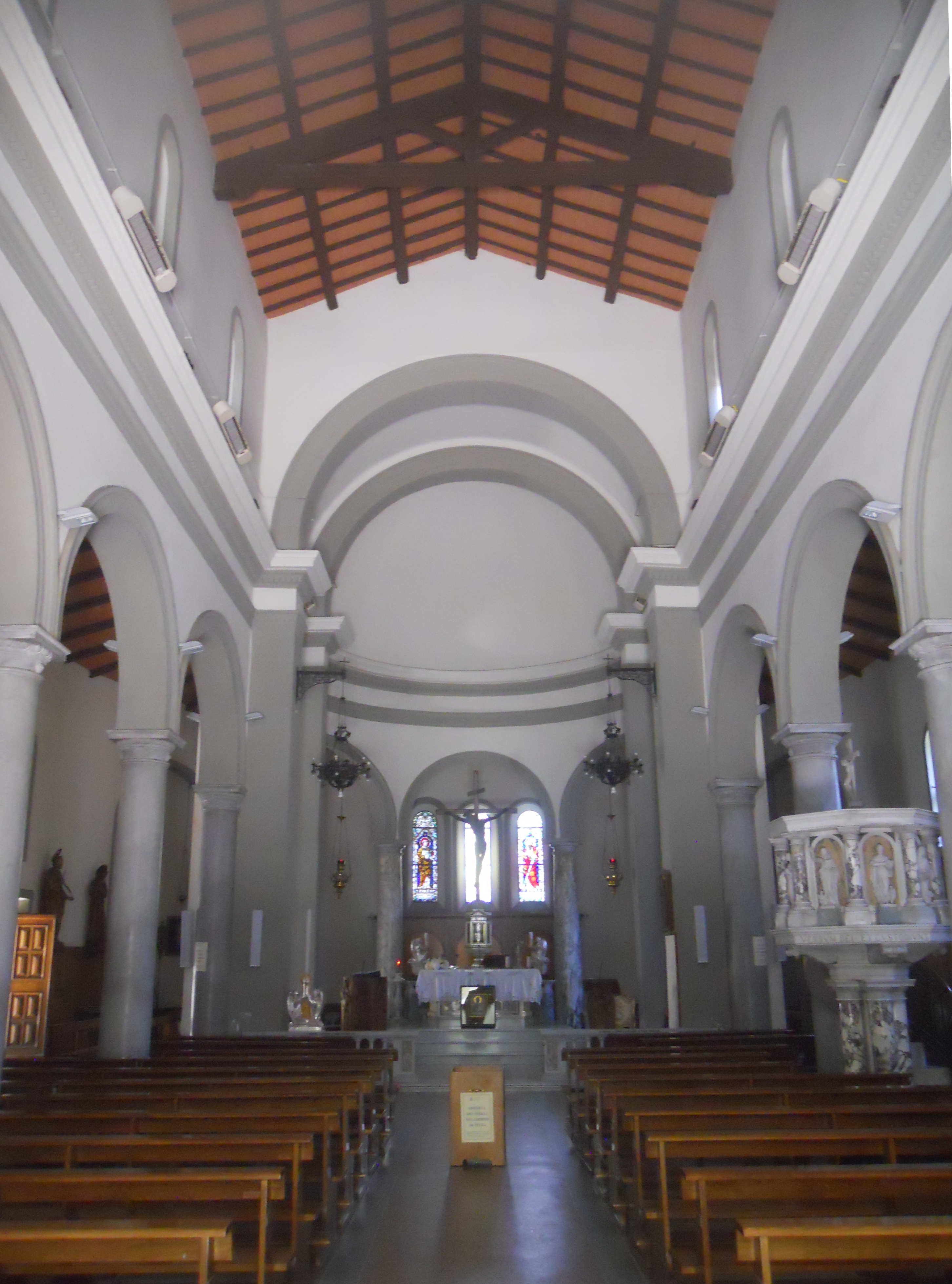
Interno

La chiesa di Sant'Ermete è il principale luogo di culto cattolico di Forte dei Marmi, in Versilia, sede dell'omonima parrocchia appartenente all'arcidiocesi di Pisa. È dedicata a san’Ermete martire.

## Storia
Verso il 1870 secondo Agostino Neri ci fu un ingrandimento della chiesa, che secondo Giorgio Giannelli va inteso come un rifacimento totale; il progetto fu affidato all'ingegnere Enrico Andreotti, i lavori furono guidati dal mastro muratore Prospero Bandini.
La chiesa, costruita a spese degli abitanti della zona, fu inizialmente sottoposta alla giurisdizione della chiesa di Querceta ed ebbe come primo cappellano officiante don Benedetto Tommasi da Pontestrada. Essa fu inaugurata in occasione del matrimonio tra Roberto Raffaetà e Luisa Cesarali. In seguito, anche in questo caso a spese dei locali, fu aggiunta una casa canonica di cinque vani.
Nel 1885 furono poste le fondamenta del campanile, costruite in calcestruzzo; veniva usata anche della pozzolana proveniente da Napoli. Dopo l'innalzamento dei primi 4 m, i lavori si fermarono a causa dell'esaurimento dei soldi necessari per proseguire. La commissione incaricata dei lavori chiese il contributo della Società di mutuo soccorso, ma il presidente Vittorio Giorgini respinse la richiesta in quanto "contraria allo scopo per il quale la nostra società è stata costituita" (1 luglio 1888) e, nella votazione che seguì, l'assemblea della Società concordò col parere di Giorgini per 34 voti a 11. Successivamente la Società oppose altri dinieghi: il 15 marzo 1891 i voti favorevoli a permettere che d'estate fosse organizzata una festa di beneficenza nel salone della Società furono soltanto 8; il 3 maggio dello stesso anno l'assemblea approvò le dimissioni da socio benemerito di don Raffaello Galleni, chieste dal presidente Alessandro Giorgini (fratello di Vittorio), per 27 voti a 4, e respinse la proposta di un contributo di 50 lire alla costruzione del campanile per 26 voti a 17.
La costruzione del campanile fu ripresa nel 1890 sotto la direzione di Lorenzo Apolloni e di suo fratello, il capomastro Pietro Apolloni, assistiti dall'ingegnere Enrico Andreotti, e si conclusero nel 1891; secondo Agostino Neri il campanile costò 8000 lire, "senza tener conto del lavoro gratuito fatto dal popolo", mentre le quattro campane e l'orologio costarono 5600 lire. Il campanile della chiesa è il più antico campanile della pianura versiliese di ponente tuttora esistente, dato che quelli di molti paesi furono abbattuti dai tedeschi nel 1944.
Il 28 giugno 1911 la chiesa di Sant'Ermete fu elevata dal cardinale Pietro Maffi a "Parrocchia a sé sotto il titolo di S. Ermete martire"; secondo don Giuseppe Mattei nel giugno di quell'anno il paese aveva raggiunto i 3 150 abitanti.
Sotto don Raffaello Galleni nel 1916 iniziarono i lavori per la costruzione delle due navate laterali, terminate verso il 1923.
Nel 1999 è stato costruito dai Fratelli Marin un nuovo organo a canne in sostituzione di quello precedente, risalente al 1920; lo strumento, a trasmissione elettronica, dispone di 56 registri su tre manuali e pedale, e si articola in due corpi: quello maggiore sulla cantoria in controfacciata; quello corale a pavimento nel deambulatorio.